# Bahnhof Ettlingen West
Der Bahnhof Ettlingen West, früher Ettlingen, Ettlingen Bahnhof, Ettlingen Staatsbahn, Ettlingen Staatsbahnhof, Ettlingen Reichsbahn oder Ettlingen Reichsbahnhof genannt, ist ein Bahnhof in der Stadt Ettlingen in Baden-Württemberg.

## Geschichte

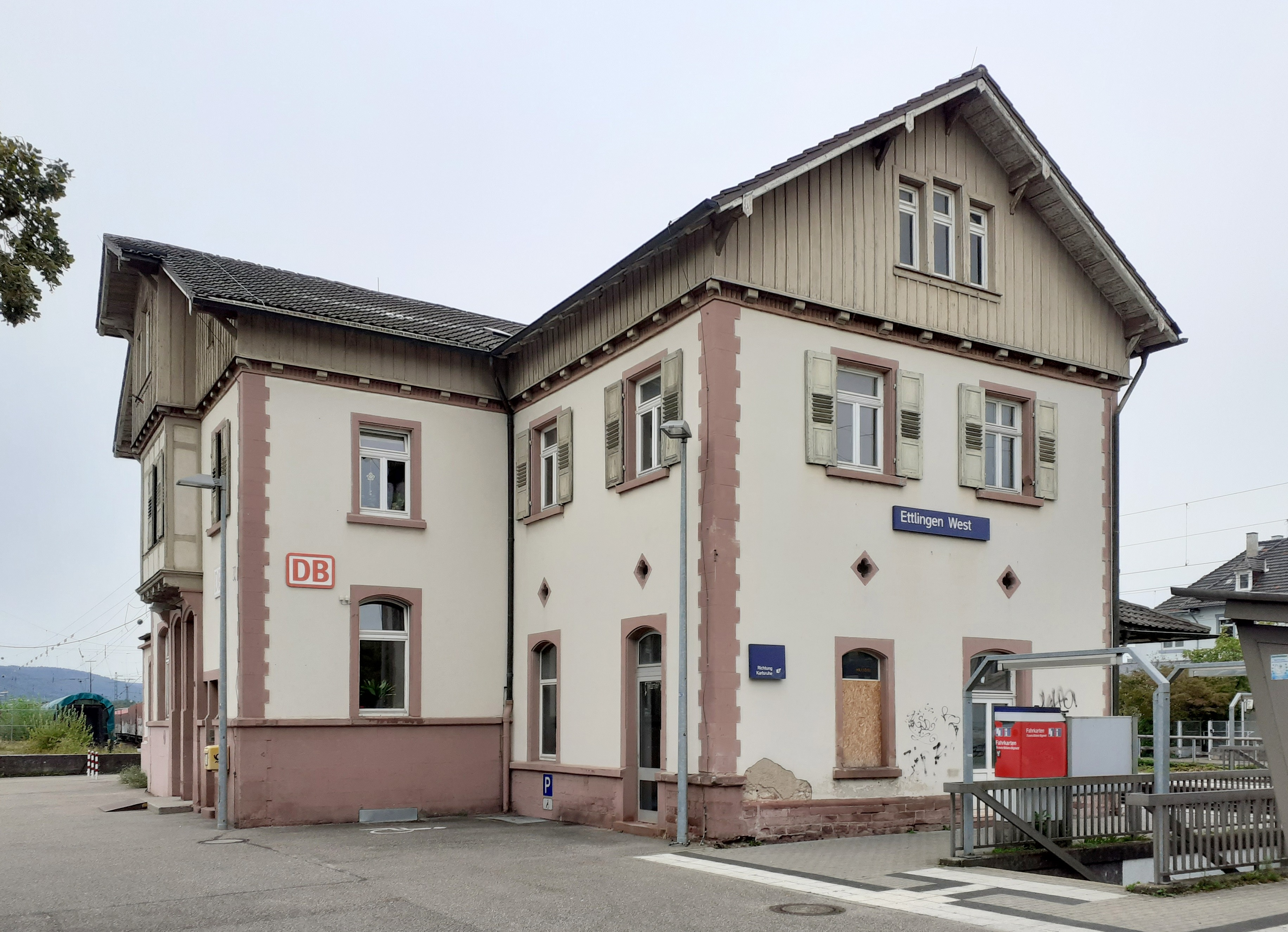
Empfangsgebäude, erkennbar die ursprünglich höher liegende Vorhalle

Die Großherzoglich Badischen Staatseisenbahnen errichteten die Station Ettlingen als Zwischenstation der Badischen Hauptbahn in einem Einschnitt 0,4 Wegstunden westlich der Stadt Ettlingen. Das Empfangsgebäude an der Bahnhofstraße 4 wurde nach Plänen des Architekten Friedrich Eisenlohr erstellt. Sein Sockel, die Ecksteine und die Gewände bestehen aus rotem Sandstein, der Rest der Wände ist aus Ziegeln gemauert und verputzt. Das Dach wurde mit glasierten Ziegeln gedeckt. Um den Erdbau gering zu halten, lag die Vorhalle etwas höher als die Wartesäle. Am 1. Mai 1844 wurde die Station zusammen mit dem Streckenabschnitt Karlsruhe–Rastatt feierlich eröffnet.
Am 25. August 1885 eröffnete die Stadt Ettlingen die 1,7 Kilometer lange Ettlinger Seitenbahn bis Ettlingen Erbprinz, womit die Station zum Trennungsbahnhof wurde. Diese Strecke wurde zwei Jahre später bis Ettlingen Holzhof verlängert und in der zweiten Hälfte der 1890er Jahre mit der Albtalbahn verknüpft. Danach wurde der Bahnhof zur Unterscheidung von den Ettlinger Stationen an der Albtalbahn auch Ettlingen Bahnhof, Ettlingen Staatsbahn oder Ettlingen Staatsbahnhof genannt.
Mit der Gründung der Deutschen Reichsbahn 1920 ging der Bahnhof in deren Netz über und wurde in der Folge als Ettlingen Reichsbahn respektive Ettlingen Reichsbahnhof bezeichnet.
Die Deutsche Bundesbahn gab dem Bahnhof nach dem Zweiten Weltkrieg seine heutige Bezeichnung Ettlingen West.
1949 wurden zwei mechanische Stellwerke der Bauform Bruchsal J in Betrieb genommen. 1980 wurden diese durch ein Relaisstellwerk der Bauform Sp Dr S 60 ersetzt und danach rückgebaut.
Die südlich des Empfangsgebäudes gelegene Übergabegruppe wurde durch eine Abstellanlage der Albtal-Verkehrs-Gesellschaft ersetzt.

## Verkehr

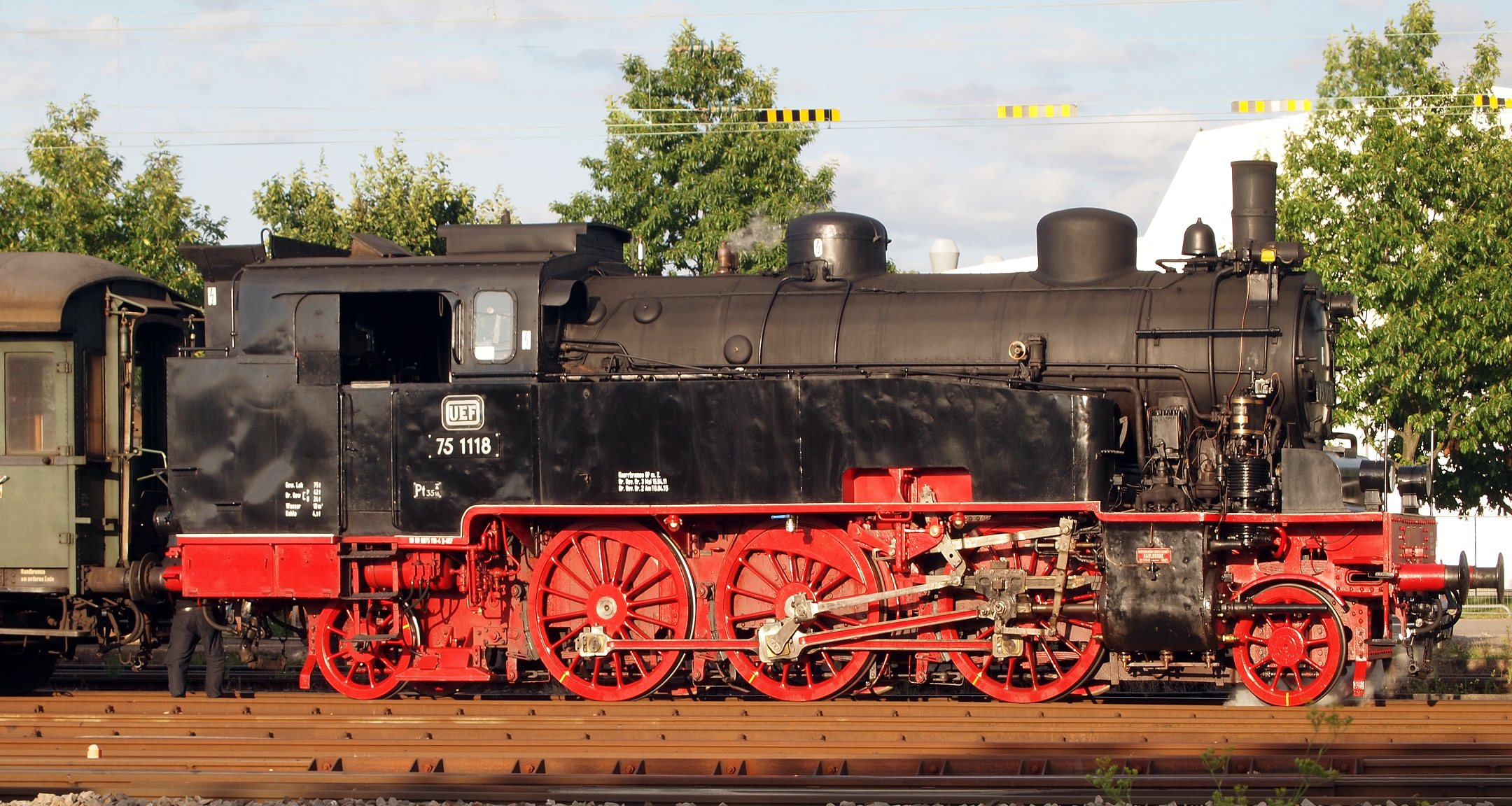
Dampflokomotive der Ulmer Eisenbahnfreunde im Bahnhof (2017)

Der Bahnhof wird im Schienenpersonennahverkehr von Regional-Express- und Regionalbahn-Zügen der DB Regio und von Stadtbahn-Zügen der Albtal-Verkehrs-Gesellschaft bedient:
| Linie                    | Strecke | Frequenz                        |
| ------------------------ | --- | ------------------------------- |
| RE 2                     | Karlsruhe Hauptbahnhof – Ettlingen West – Rastatt – Baden-Baden – Offenburg – Konstanz                         | einzelne Züge                   |
| RE 7                     | Karlsruhe Hbf – Ettlingen West – Rastatt – Baden-Baden – Offenburg – Freiburg – Basel Badischer Bahnhof        | einzelne Züge                   |
| RE 40                    | Karlsruhe Hbf – Ettlingen West – Rastatt – Gaggenau – Freudenstadt                                             | einzelne Züge                   |
| RB 41                    | Karlsruhe Hbf – Ettlingen West – Rastatt – Gaggenau – Freudenstadt                                             | 60-Minuten-Takt                 |
| RB 44                    | Karlsruhe Hbf – Ettlingen West – Rastatt (– Baden-Baden – Achern)                                              | 60-Minuten-Takt                 |
| S 71                     | Karlsruhe Hbf – Ettlingen West – Rastatt – Baden-Baden – Achern                                                | einzelne Züge                   |
| S 81                     | Karlsruhe Hbf – Ettlingen West – Rastatt – Gaggenau – Freudenstadt                                             | einzelne Züge                   |
| Freizeitexpress Albtäler | Menzingen / Odenheim – Bruchsal – Karlsruhe Hbf – Ettlingen West – Ettlingen Stadt – Busenbach – Bad Herrenalb | ein Zugpaar sonn- und feiertags |

Die Sektion Ettlingen der Ulmer Eisenbahnfreunde nutzt den Bahnhof zur Beheimatung ihres historischen Zuges.